# Simon Kornél
Simon Kornél (Kazincbarcika, 1976. szeptember 1. –) magyar színész.

## Életpályája
1995-ben végzett a szentesi Horváth Mihály Gimnázium dráma tagozatán. 1996–2000-ig Szegedi Mini Színház tagja volt, ahol mese, és vásári komédiákban szerepelt. 2000–2003-ig a Pesti Magyar Színiakadémia tagja volt. 2003-ban kapta első szerepét a Vidám Színpadon - mint tanuló. 2003–ban a későbbi Centrál Színház szerződéses tagja lett, ahol több mint 10 évet töltött. 2011-ben bejelentették, hogy Gryllus Dorka gyermeket vár tőle. 2011-ben Arany Medál díjat kapott az év hazai színésze kategóriában. 2017-ben A Nagy Duettben Janicsák Vecával az 1. helyen végeztek.

## Munkássága

### Színpadi szerepei
A Színházi adattárban regisztrált bemutatóinak száma: 47 színészi szerep és 8 rendezés..
- Molnár Ferenc: A hattyú - Gróf Lützen (bemutató: 1999. február 12. Magyar Színház)
- Shakespeare: Téli rege - (Közreműködő) (bemutató: 2001. december 7. Magyar Színház)
- Alfonso Paso: Mennyből a hulla - Lorenzo (bemutató: 2002. szeptember 22. Centrál Színház)
- Vaszary - Fényes - Szenes - Vaszary: Az ördög nem alszik - Péter (bemutató: 2002. október 12. Centrál Színház)
- Baráthy György: Algebra (bemutató: 2002. november 22. Artéria Színházi Társaság)
- Shakespeare: Vízkereszt, vagy amit akartok - Első darabont (bemutató: 2002. december 20. Magyar Színház)
- Kávéházi mesék - Mi, széplelkű gazdag szegények (bemutató:2003.  Magyar Színház)
- Bob Grant - Anthony Marriott: Nász-frász - Clifford (bemutató: 2003. március 14. Centrál Színház)
- Protokoll - Férfi (bemutató: 2003. augusztus 22. Artéria Színházi Társaság)
- Shakespeare: Sok hűhó semmiért - Pap, Faszén szomszéd (bemutató: 2003. október 23. Centrál Színház), Don Pedro herceg (bemutató: 2015. december 5. Centrál Színház)
- Henrik Ibsen: Nóra - Helmer (bemutató: 2003. november 14. Artéria Színházi Társaság)
- Shakespeare: Ahogy tetszik - Orlando (bemutató: 2003. december 6. Centrál Színház)
- Shakespeare: Tévedések vígjátéka - Szirakúzai Antipholus (bemutató: 2004. március 19. Centrál Színház)
- Shakespeare: A makrancos hölgy - Lucentio (bemutató: 2004. április 30. Centrál Színház)
- Beaumarchais: Figaro házassága - Chérubin (bemutató: 2004. július 24. Centrál Színház)
- Márai Sándor: Füveskönyv (bemutató:2005  Petőfi Irodalmi Múzeum)
- E. Rogers - Agatha Christie: ...és már senki sem! (Tíz kicsi néger!) - E. G. Armstrong (bemutató:2005. Centrál Színház)
- Joe Orton: Szajré - Hal (bemutató: 2005. március 2. Centrál Színház)
- Shakespeare: Vízkereszt, vagy amit akartok - Sebastian, Viola ikertestvére (bemutató: 2005. október 21. Centrál Színház)
- Karinthy Ferenc: Gellérthegyi álmok - Fiú (bemutató: 2005. november 4. Aranytíz Kft.)
- Neil Simon - Burt Bacharach: Legénylakás - Chuck Baxter (bemutató: 2005. december 31. Centrál Színház)
- Niccolò Machiavelli: Mandragóra - Callimaco (bemutató:2006.  Aranytíz Kft.)
- Pozsgai Zsolt: Férfi kell! - Callimaco (bemutató:2006.  Klebelsberg Kultúrkúria)
- Patrick Marber: Közelebb (Closer) - Dan (bemutató: 2006. október 14. Centrál Színház)
- Baráthy György: Szemfényvesztés - Hans Werther (bemutató: 2006. december 31. Centrál Színház)
- Az ember tragédiája (bemutató:2007. Centrál Színház)
- Jonathan Wood - Fred Farelli: Démonológia - A Vámpír, (Eugene Apadopulosz) (bemutató: 2007. május 13. Centrál Színház)
- Molnár Ferenc: Vörös malom - Alfonz, bábu (bemutató: 2007. augusztus 7. Körúti Színház)
- Woody Allen: Semmi pánik - Axel Magee (bemutató: 2007. október 12. Centrál Színház)
- Jimmy Roberts - Joe Dipietro: ÁJLÁVJU... de jó vagy, légy más! (bemutató: 2008. április 11. Centrál Színház)
- Shakespeare: A velencei kalmár - Antonio (bemutató: 2008. október 17. Centrál Színház)
- Robert Lopez - Jeff Marx: A mi utcánk - Avenue Q - Brian (bemutató: 2009. február 20. Centrál Színház)
- Eisemann-Somogyi-Zágon: Fekete Péter - Hajnal Lucien (bemutató: 2009. 11. 20. Centrál Színház)
- Brian Clark: Mégis, kinek az élete? - Philip Hill, ügyvéd (bemutató: 2009. december 18. Centrál Színház)
- Leonyid Zorin: Varsói melódia - (bemutató: 2010. február 5. Pinceszínház)
- Joe Masteroff: Cabaret - Cliff Bradshaw (bemutató: 2010. december 30. Centrál Színház)
- Neil Simon: Pletykafészek - Ken Gorman (bemutató: 2011. február 18. Centrál Színház)
- Galambos Attila-Szente Vajk-Bolba Tamás: Csoportterápia - Ervin Iván (bemutató: 2011. június 9. Madách Színház)
- Peter Shaffer: Black Comedy - Harold Gorringe (bemutató: 2012. március 8. Centrál Színház)
- László Miklós: Illatszertár - Asztalos úr (bemutató: 2012. december 30. Centrál Színház)
- László Miklós: Illatszertár - Asztalos úr (bemutató: 2013. január 10. Centrál Színház)
- Gyárfás Miklós: Tanulmány a nőkről - Balogh Sándor (bemutató: 2014. április 19. Madách Színház)
- P. G. Wodehouse, David Goodale, Robert Doodale: Agyeldobás - Jeeves (bemutató: 2015. április 18. Madách Színház)
- Ken Ludwig: Primadonnák - Leo Clark (bemutató: 2015. október 3. Győri Nemzeti Színház)
- Nyáry Krisztián: Így szerettek ők - (bemutató: 2016. július 20. Szabad Tér Színház)
- Vadnay László: Meseautó - Péterffy Tamás, autószalon tulajdonos (bemutató: 2016. november 18. Madách Színház)
- Lew Wallace-Patrick Barlow: Ben Hur - Omar (bemutató: 2017. február 11. Madách Színház)
- Jordi Galceran: A Grönholm-módszer - Ferran (bemutató: 2017. április 8. Centrál Színház)
- Egy fillér (Pesti Magyar Színház / Akadémia)
- Rinocéroszok (Pesti Magyar Színház / Akadémia)

### Rendezései
- Alan Ayckbourn: A Hang-villa titka (bemutató: 2010. október 10. Centrál Színház)
- Tallér Edina: Érinthetetlenek (bemutató: 2012. június 28. Margitszigeti Szabadtéri Színpad)
- Galambos Attila-Szente Vajk-Bolba Tamás: Csoportterápia (bemutató: 2014. február 15. Győri Nemzeti Színház)
- Petőfi Sándor: A helység kalapácsa (bemutató: 2015. március 14. Győri Nemzeti Színház)
- Ken Ludwig: Primadonnák (bemutató: 2015. október 3. Győri Nemzeti Színház)
- Egressy Zoltán: 4x100 (bemutató: 2016. február 13. Győri Nemzeti Színház)
- Peter Shaffer: Black Comedy (bemutató: 2016. október 22. Jászai Mari Színház)
- Woody Allen: Semmi pánik! (bemutató: 2016. október 1. Győri Nemzeti Színház)

### Filmjei / TV filmjei
- Itt érzem magam otthon (2025)
- Semmelweis (2023) … Albert Fuchs
- Aranybulla (2022) televíziós sorozat … Henrik
- Pepe (2022–2023) - televíziós sorozat … Kollár Gábor
- Csepp barát (2020–2022) - televíziós sorozat … Apa
- Apatigris (2020–2023) - televíziós sorozat … Martinovics Kornél
- Ízig-vérig (2019) - televíziós sorozat … András
- A tanár (2018) - televíziós sorozat … Dr. Nyelves Krisztián
- Víkend (2015) … László
- A nagyszerelmű város - Bordélyvilág a századfordulós Budapesten (2015) – ismeretterjesztő film … Narrátor
- Megdönteni Hajnal Tímeát (2014) … Horváth Dani
- Hacktion: Újratöltve (2013) … televíziós sorozat
- Társas játék (2011–2013) … televíziós sorozat
- Nyugat mesék: Ugat a Nyugat … Kosztolányi - TV film
- Csavargó (2008)
- Eszter hagyatéka (2008) … Béla
- A Nyomozó (2008) … Cleric
- A Nap utcai fiúk (2007)
- Szabadság, szerelem (2006) … Abonyi Gyula (Báró)
- De kik azok a Lumnitzer nővérek? (2006) … pincér a Három Gyertyában
- „Szeret, nem szeret” … (1 epizód, 2004)
- Magyar vándor (2004)
- Az ördög nem alszik (2003) … Péter, az unokaöcs - TV film
- „Tea” … Péter Reményi (33 epizód, 2002-2003) – tévéfilm
- Odeon Filmmagazin - műsorvezető

### Film szinkronszerepek
| Cím                                          | Szerep                                | Színész                    |
| -------------------------------------------- | ------------------------------------- | -------------------------- |
| Charley nénje                                | Ralf Dernburg                         | Claus Biederstaedt         |
| Taxisofőr (2. szinkron)                      | Travis Bickle                         | Robert De Niro             |
| Basil, a híres egérdetektív                  | Basil (hangja)                        | Barrie Ingham              |
| Karate kölyök 2. (2. szinkron)               | Chozen Toguchi                        | Yuji Okumoto               |
| A barátnőm barátja                           | Alexandre                             | François-Eric Gendron      |
| A háború áldozatai (3. szinkron)             | Herbert Hatcher őrvezető              | John C. Reilly             |
| A legrosszabb nap                            | Scott Harper                          | Jamison Jones              |
| Alkonyat                                     | Laurent                               | Edi Gathegi                |
| Éjjel a parton                               | Mark Flanner                          | James Franco               |
| Erőszakik                                    | Jimmy                                 | Jordan Prentice            |
| Alkonyat – Újhold                            | Laurent                               | Edi Gathegi                |
| Dolan és a Cadillac                          | Tom Robinson                          | Wes Bentley                |
| Hajsza a föld alatt                          | Bashkim                               | Victor Gojcaj              |
| Péntek 13                                    | Nolan                                 | Ryan Hansen                |
| A rózsaszín párduc 2.                        | Kenji Mazuto                          | Yuki Matsuzaki             |
| A szerelemről és más démonokról              | Cayetano Delaura                      | Pablo Derqui               |
| Vizsga (2. szinkron)                         | Süket                                 | John Lloyd Fillingham      |
| 22 lövés                                     | Marco Echinard                        | Cédric Appietto            |
| Az adósság                                   | David Peretz fiatalon                 | Sam Worthington            |
| A cinkos                                     | Lewis Payne                           | Norman Reedus              |
| Éli könyve                                   | Az útonállók vezetője                 | Chris Browning             |
| Hallatlan igazság                            | Nick Kaufman                          | Benedict Cumberbatch       |
| Ízek, imák, szerelmek                        | David Piccolo                         | James Franco               |
| Két kopper                                   | Barry Mangold                         | Adam Brody                 |
| Pusztuljon, aki nem nősül!                   | Dev                                   | Jimi Mistry                |
| Social Network – A közösségi háló            | Cameron Winklevoss / Tyler Winklevoss | Armie Hammer               |
| Szerelem és más drogok                       | Jamie Randall                         | Jake Gyllenhaal            |
| Tökéletes bűnözők                            | Eddie Hatcher                         | Jay Hernandez              |
| Amerika Kapitány: Az első bosszúálló         | Howard Stark                          | Dominic Cooper             |
| Egy nap                                      | Ian                                   | Rafe Spall                 |
| A guardista                                  | Aidan McBride                         | Rory Keenan                |
| Krízispont                                   | Peter Sullivan                        | Zachary Quinto             |
| Lopott idő                                   | Philippe Weis                         | Vincent Kartheiser         |
| Egy maréknyi tenger                          | Bora Çatak                            | Tugrul Tulek               |
| Parajelenségek 3.                            | Dennis                                | Christopher Nicholas Smith |
| Rio                                          | Tulio (hangja)                        | Rodrigo Santoro            |
| Szerelmes üzenetek                           | Breslin                               | Jason Lewis                |
| Szilveszter éjjel                            | James Schwab                          | Til Schweiger              |
| Felhőatlasz                                  | Rufus Sixsmith James ápoló Archivista | James DʼArcy               |
| Gyilkosság lencsevégen                       | Johan                                 | Barry Atsma                |
| Kertvárosi kommandó                          | Jamarcus                              | Richard Ayoade             |
| Két élet                                     | Sven Solbach                          | Ken Duken                  |
| Pi élete                                     | Tanár                                 | T.M. Karthik               |
| Az utolsó csavar                             | Johnny                                | Justin Timberlake          |
| Vér                                          | Joe Fairburn                          | Paul Bettany               |
| Augusztus Oklahomában (1. szinkron)          | Kicsi Charles „Charlie” Aiken         | Benedict Cumberbatch       |
| Gengszterosztag                              | Jack Whalen                           | Sullivan Stapleton         |
| Kilépni tilos                                | Marc                                  | Quim Gutiérrez             |
| Csillagok között                             | Getty                                 | Topher Grace               |
| A futár                                      | Les Paris nyomozó                     | Ewen Leslie                |
| Gyilkosság három felvonásban                 | Nathan Webb                           | Sullivan Stapleton         |
| Harc a boldogságért                          | Luis                                  | Manolo Cardona             |
| Isten Fia                                    | János                                 | Sebastian Knapp            |
| Itthon, édes otthon                          | Barry Weissman                        | Aaron Lazar                |
| Kódjátszma                                   | Alan Turing                           | Benedict Cumberbatch       |
| A merénylet – Szarajevó 1914                 | Leo Pfeffer                           | Florian Teichtmeister      |
| Rio 2.                                       | Tulio (hangja)                        | Rodrigo Santoro            |
| A sötét völgy                                | Greider                               | Sam Riley                  |
| Toszkánai esküvő                             | Jeroen                                | Jan Kooijman               |
| Transzsvédita                                | Mikael                                | Erik Johansson             |
| Üdv a világomban!                            | Gabe Ruskin                           | Wes Bentley                |
| Fekete Mise                                  | Billy Bulger                          | Benedict Cumberbatch       |
| Jane a célkeresztben                         | John Bishop                           | Ewan McGregor              |
| Mindenáron esküvő                            | Álex                                  | Dani Rovira                |
| A szerelem gyerekkel jön                     | Guillaume                             | Laurent Stocker            |
| Trumbo                                       | Kirk Douglas                          | Dean O’Gorman              |
| Beavatás                                     | Mitch                                 | James Franco               |
| Billy Lynn hosszú, félidei sétája            | Dime                                  | Garrett Hedlund            |
| Doctor Strange                               | Dr. Stephen Strange                   | Benedict Cumberbatch       |
| Guernica                                     | Henry                                 | James D’Arcy               |
| Hulk – Ahol a szörnyek lakoznak              | Dr. Strange (hangja)                  | Liam O’Brien               |
| Kedves öcsém, facsiga                        | Bill                                  | Nick Kroll                 |
| A kolosszus                                  | Oscar                                 | Jason Sudeikis             |
| A könyvelő                                   | Neurológus                            | Jason Davis                |
| Rock csont                                   | Angus (hangja)                        | Eddie Izzard               |
| A szeretet könyve                            | Henry Herschel                        | Jason Sudeikis             |
| Végső cél: az ismeretlen                     | Louis „Skinny” Skinner                | Luke Wilson                |
| Ferdinánd                                    | Juan (hangja)                         | Juanes                     |
| Gyermekrablás                                | Szakállas férfi                       | Christopher Berry          |
| Hóember                                      | Filip Becker                          | James D'Arcy               |
| K.O.                                         | Antoine Lecomte                       | Laurent Lafitte            |
| Sivatagi madarak                             | Jim Murphy                            | Lee Tergesen               |
| Thor: Ragnarök                               | Dr. Strange                           | Benedict Cumberbatch       |
| Újra otthon                                  | Justin Miller                         | Reid Scott                 |
| Az utazás vége                               | Osborne hadnagy                       | Paul Bettany               |
| Bosszúállók: Végtelen háború                 | Dr. Stephen Strange                   | Benedict Cumberbatch       |
| Kszi, Simon                                  | Jack                                  | Josh Duhamel               |
| Kutyák szigete                               | Narrátor (hangja)                     | Courtney B. Vance          |
| Örvény                                       | Rob                                   | Bryce Pinkham              |
| Párizs császára                              | Nathanaël                             | August Diehl               |
| Szoba gyerekkel kiadó                        | Antoine                               | Arnaud Ducret              |
| Tomb Raider (2018)                           | Lu Ren                                | Daniel Wu                  |
| A vörös ügynök                               | Max                                   | Stephen Campbell Moore     |
| 1917                                         | Mackenzie ezredes                     | Benedict Cumberbatch       |
| Addams Family – A galád család (2019)        | Ragya bá (hangja)                     | Nick Kroll                 |
| Bosszúállók: Végjáték                        | Dr. Stephen Strange                   | Benedict Cumberbatch       |
| Csodapark                                    | Mogyoró (hangja)                      | Norbert Leo Butz           |
| Downton Abbey                                | Monsieur Courbet                      | Philippe Spall             |
| Ebgondolat                                   | Denny                                 | Milo Ventimiglia           |
| Jojo Nyuszi                                  | Adolf                                 | Taika Waititi              |
| A kegyelem ára                               | Tommy Chapman                         | Rafe Spall                 |
| Noelle: A Télapó lánya                       | Gabriel Kringle                       | Billy Eichner              |
| Pénzmosó                                     | Maywood                               | Matthias Schoenaerts       |
| Six Underground – Hatan az alvilágból        | Murat Alimov                          | Payman Maadi               |
| Szerelem második látásra                     | Marc Deschanel                        | Amaury de Crayencour       |
| Titkos megszállottság                        | Russel                                | Mike Vogel                 |
| Tudsz titkot tartani?                        | Jack Harper                           | Tyler Hoechlin             |
| Árny a felhők között                         | Bradley Finch                         | Joe Witkowski              |
| Árok                                         | Paul Abel                             | T. J. Miller               |
| Éld túl az éjjelt!                           | Jamie                                 | Shea Buckner               |
| Hogyan lettem szuperhős                      | Gary Moreau                           | Pio Marmaï                 |
| Orvos a sötétben                             | Dimitri                               | Pio Marmaï                 |
| Roald Dahl: Boszorkányok                     | Séf                                   | Philippe Spall             |
| Trollok a világ körül                        | Dickory (hangja)                      | Flula Borg                 |
| Vadászat                                     | Richard                               | Glenn Howerton             |
| A vadon hívó szava                           | Hal                                   | Dan Stevens                |
| Amerika: A mozgókép                          | George Washington (hangja)            | Channing Tatum             |
| Gyűlölök és szeretek                         | Joshua Templeman                      | Austin Stowell             |
| A kutya karmai közt                          | Phil Burbank                          | Benedict Cumberbatch       |
| Pókember: Nincs hazaút                       | Dr. Stephen Strange                   | Benedict Cumberbatch       |
| Sokkal több mint testőr 2.                   | Vladimir                              | Dragan Micanovic           |
| A buborék                                    | Benedict Cumberbatch (hangja)         |                            |
| Dakota                                       | Danforth seriff                       | Patrick Muldoon            |
| Doctor Strange az őrület multiverzumában     | Dr. Stephen Strange                   | Benedict Cumberbatch       |
| Ecc, pecc, ki lehetsz?                       | Pierre                                | Philip Desmeules           |
| Élj!                                         | Sutherland                            | Tom Burke                  |
| Amikor a gonosz leselkedik                   | Jimi                                  | Demián Salomón             |
| Előző életek                                 | Arthur                                | John Magaro                |
| Ennél csak jobb jöhet                        | Albert Laprade                        | Pio Marmaï                 |
| Hátralévő életem első napja                  | Tommaso                               | Lino Guanciale             |
| Henry Sugar csodálatos története (rövidfilm) | Henry Sugar/Max                       | Benedict Cumberbatch       |
| Megtorlás                                    | Sylvain                               | Arian Moayed               |
| Méreg (rövidfilm)                            | Harry                                 | Benedict Cumberbatch       |
| Miután annyi minden történt                  | Christian Vance                       | Stephen Moyer              |
| Oppenheimer                                  | Gordon Gray                           | Tony Goldwyn               |
| Rebel Moon – 1. rész: A tűz gyermeke         | Gunnar                                | Michiel Huisman            |
| Szeánsz Velencében                           | Dr. Leslie Ferrier                    | Jamie Dornan               |
| Emma és a fekete jaguár                      | Saul                                  | Paul Greene                |
| Furiosa: Történet a Mad Maxből               | Protórius Jack                        | Tom Burke                  |
| Rebel Moon: 2. rész – A sebejtő              | Gunnar                                | Michiel Huisman            |
| Csúszós lejtő                                | Gjermund                              | Trond Fausa                |
| A félelem utcája: A bálkirálynő              | Dan Falconer                          | Chris Klein                |
| Karate kölyök: Legendák                      | Johnny Lawrence                       | William Zabka              |
| Majdnem terhes                               | Steve                                 | Chris Geere                |
| A szerelem fáj                               | Alvin 'Brutkó' Gable                  | Daniel Wu                  |

### Sorozat szinkronszerepek
| Cím                                        | Szerep                       | Színész              |
| ------------------------------------------ | ---------------------------- | -------------------- |
| Robbie, a fóka                             | Dr. Florian Hellberg         | Marcus Grüsser       |
| Párizsi jóbarátok                          | Enzo Ponti                   | Nicolas Van Beveren  |
| Rómeó és Júlia                             | Tybalt                       | Okiayu Ryoutarou     |
| Kettős ügynök                              | Auggie Anderson              | Christopher Gorham   |
| Sherlock                                   | Sherlock Holmes              | Benedict Cumberbatch |
| Banshee                                    | Dean Xavier                  | Derek Cecil          |
| Carter ügynök                              | Howard Stark                 | Dominic Cooper       |
| Into the Badlands                          | Sunny                        | Daniel Wu            |
| Tíz kicsi katona                           | Philip Lombard               | Aidan Turner         |
| Stan Lee: A szerencse ára                  | Rich Clayton                 | Stephen Hagan        |
| C.B. Strike                                | Cormoran Strike              | Tom Burke            |
| A káprázatos Mrs. Maisel                   | Mike Carr                    | Jason Ralph          |
| Cobra Kai                                  | Johnny Lawrence              | William Zabka        |
| A Hill-ház szelleme                        | Steven Crain                 | Michiel Huisman      |
| Másik élet                                 | Ian Yerxa                    | Tyler Hoechlin       |
| Patrick Melrose                            | Patrick Melrose              | Benedict Cumberbatch |
| Szuperhőst nevelek                         | David Marsh                  | Josh Ventura         |
| Emily Párizsban                            | Antoine Lambert              | William Abadie       |
| Tudhattad volna                            | Joe Mendoza nyomozó          | Édgar Ramírez        |
| Scarlet kisasszony és a Herceg             | William "Herceg" Wellington  | Stuart Martin        |
| Clickbait                                  | Nick Brewer                  | Adrian Grenier       |
| Mi lenne, ha…?                             | Dr. Stephen Strange (hangja) | Benedict Cumberbatch |
| Star Wars: A Rossz Osztag                  | Echo (hangja)                | Dee Bradley Baker    |
| A lány a maszk mögött                      | Park Gihun                   | Daniel Choi          |
| One Piece                                  | Mihawk                       | Steven Ward          |
| Sarolta királyné – Egy Bridgerton-történet | IV. György                   | Ryan Cage            |
| Testek                                     | Alfred Hillinghead           | Kyle Soller          |
| Végzetes csábítás                          | Leonard                      | Thapelo Mokoena      |
| Eric                                       | Vincent                      | Benedict Cumberbatch |
| Az istenek alkonya                         | Leif (hangja)                | Stuart Martin        |
| A jel                                      | Sven                         | Florian David Fitz   |

## Díjak
- Arany Medál díj (2011)